# Craterosaurus pottonensis
Un arco neurale incompleto, ritrovato in terreni del Cretaceo inferiore dell'Inghilterra meridionale, è tutto ciò che è stato rinvenuto di questo misterioso dinosauro. Non c'è da meravigliarsi, quindi, che il craterosauro (Craterosaurus pottonensis) fosse rimasto un vero e proprio enigma per molto tempo dopo la sua scoperta. Negli anni '80, però, i dubbi vennero risolti: Craterosaurus era stato classificato come uno stegosauro (un dinosauro a piastre), uno degli ultimi ad apparire. Naturalmente, la ricostruzione è ipotetica, ma dai raffronti con i resti più completi di altri animali simili sembra che Craterosaurus fosse un pesante quadrupede erbivoro dotato di una corazza a placche, e che non superasse i 4 metri di lunghezza. Un altro probabile stegosauro inglese del Cretaceo inferiore è Regnosaurus.